# 正道党
正道党（せいどうとう、トルコ語：Doğru Yol Partisi, (DYP)）は、トルコ共和国の中道右派政党。

## 沿革
正道党の前身は、1946年に結成された民主党および、その後継政党である公正党である。1980年の9月12日クーデターにより公正党が解党したため、1983年の民政移管に伴い、旧公正党の支持者をもとに正道党が結成された。
公正党党首だったデミレルは、軍部により政治活動を禁止されていたため、1987年まで公式には別の人物が党首を務めた。1987年にオザル政権が行った国民投票の結果、旧政治家の政治活動禁止処分が解除されると、デミレルが党首に復帰した。
正道党は、1991年の総選挙で議会第1党となり、旧共和人民党の流れを汲む社会民主人民党と連立を組んで、第7次デミレル政権を樹立した。1993年に大統領のオザルが在任中に死去したため、デミレルが後任の大統領に選出された。正道党党首には、タンス・チルレルが選出され、同年6月にチルレルが首相に就任した。
チルレル政権は、トルコの経済改革の推進を期待されたが、政権後期には首相周辺のスキャンダルが続出し求心力を失っていった。1995年12月に行われた総選挙では、イスラーム系政党の福祉党が躍進し、上位3党の議席数が拮抗する不安定な政局となった。選挙結果を受けてチルレル内閣は総辞職をしたが、トルコの国是である世俗主義原則を否定する福祉党政権の成立を好ましく思わない大統領のデミレルは、祖国党党首ユルマズに組閣を要請し、祖国党と正道党による連立政権が発足した。しかし、両党の確執からユルマズ内閣は僅か3ヶ月で崩壊したため、デミレルは福祉党党首エルバカンへの組閣要請を余儀なくされた。1996年6月に福祉党と正道党の連立政権が発足し、チルレルも副首相兼外相として入閣した。
1997年6月に軍部の圧力を受けて、エルバカン内閣が退陣すると、後を受けて、祖国党、民主左派党、民主トルコ党による連立政権が発足し、正道党は閣外協力となった。
正道党は、2002年の総選挙で公正発展党の躍進のため惨敗し、議席を失い院外政党に転落した。チルレルは党首を辞任し、無所属で当選したメフメト・アールが正道党に入党して党首となった。
2007年の総選挙に際して、正道党党首メフメト・アールと祖国党党首エルカン・ムムジュは、中道右派の両党が合流し、民主党(Demokrat Parti)を旗揚げすると発表した。しかし、結局両党は候補者リストの作成について合意する事が出来ず、合意は完全に破綻した。結果、正道党は一人の当選者を獲得する事も出来ず、祖国党はそもそも選挙に参加する事すら叶わなかった。

## 総選挙での得票率、獲得議席数
正道党が参加した総選挙での得票率、獲得議席数は以下の通り。
| 年     | 党首                   | 得票数    | 得票率 | 獲得議席 |
| ------ | ---------------------- | --------- | ------ | -------- |
| 1987年 | スュレイマン・デミレル | 4,587,062 | 19.1%  | 59       |
| 1991年 | スュレイマン・デミレル | 6,600,726 | 27.0%  | 178      |
| 1995年 | タンス・チルレル       | 5,396,009 | 19.2%  | 135      |
| 1999年 | タンス・チルレル       | 3,745,417 | 12.0%  | 85       |
| 2002年 | タンス・チルレル       | 3,008,942 | 9.5%   | 0        |

## 歴代党首
- アフメト・ヌスレト・トゥナ（Ahmet Nusret Tuna 在任1983年}
- ユルドゥルム・アヴジュ（Yıldırım Avcı 在任1983年-1985年 }
- ヒュサメッティン・ジンドルク（Hüsamettin Cindoruk 在任1985年-1987年 }
- スュレイマン・デミレル （Süleyman Demirel 在任1987年-1993年 }
- タンス・チルレル （Tansu Çiller 在任1993年-2002年}
- メフメト・アール]

（Mehmet Ağar 在任2002年-）